# Jacek Smura
Jacek Andrzej Smura (ur. 1967) – trener biznesowy z ponad 20-letnim stażem w branży szkoleniowej, menedżer, coach, ekspert w dziedzinie wdrażania projektów rozwijających potencjał menedżerów i pracowników, instruktor harcerski Związku Harcerstwa Polskiego w stopniu harcmistrza.

## Praca zawodowa
Absolwent politologii i dziennikarstwa na Uniwersytecie im. Adama Mickiewicza w Poznaniu oraz studiów podyplomowych w zakresie zarządzania i finansów w Szkole Głównej Handlowej w Warszawie.
Absolwent Akademii Strategicznego Przywództwa ICAN Institute i międzynarodowej szkoły coachingu International Coaching Community.
Certyfikowany coach ICC (International Coaching Community) oraz specjalista w dziedzinie zastosowania testów psychometrycznych TTI Sucess Insights (Reg. No. 48/0188).
W okresie od 1991 r. do 1997 r. związany zawodowo z sektorem NGO. W latach 1998–2001 trener biznesowy w firmie Incontex Polska, w latach 2001-2002 w firmie Specialists. Od 2003 roku prezes zarządu w firmie Kontekst HR International Group, konsultant biznesowy. Jako konsultant i coach Kontekst HR International Group współpracował z ponad 150. organizacjami. Wdrażał projekty szkoleniowe i doradcze zwiększające efektywność biznesową oraz rozwijające umiejętności liderskie kadry menedżerskiej w wielu przedsiębiorstwach i instytucjach państwowych w Polsce. Realizował kilkuletnie programy rozwojowe dla kadry menedżerskiej w Wielkiej Brytanii (2007-2009: Toyota Motor Manufacturing UK) oraz w Rosji (2009-2011: Volkswagen Grup Rus). Twórca autorskiej metodologii zarządzania ryzykiem w zarządzaniu projektami. Prowadzi szkolenia oraz projekty konsultingowe w zakresie: zarządzania zespołem, przywództwa i kierowania ludźmi, motywowania, coachingu, zmian kultury organizacyjnej, zarządzania zmianami, sprzedaży. Współtwórca opatentowanej metodologii kierowania ludźmi "Leadership Tool Box" oraz programu podnoszenia efektywności sprzedaży "Value Creates Volume".

## Harcerstwo
Jako instruktor harcerski pełnił liczne funkcje. Drużynowy 41 Bydgoskiej Drużyny Harcerskiej "Orlęta" w latach 1984-1991. Członek prezydium XXVIII Zjazdu ZHP w grudniu 1990 w Bydgoszczy. Czterokrotnie członek Głównej Kwatery ZHP w latach 1991–1994, 1994–1998, 1998–2001 oraz 2013–2017. Trzykrotnie pełnił funkcję zastępcy Naczelnika ZHP w latach: 1994–1998, 1998–2001, 2016–2017. Wiceprzewodniczący ZHP w okresie 2001–2005. Był komendantem ogólnopolskich przedsięwzięć ZHP: Polowej Zbiórki Harcerstwa Starszego w 1992 w Pająku, Polowej Zbiórki Harcerstwa Starszego w 1993 Strącznie, Letniej Akcji Szkoleniowej w 1996 w Bieszczadach. Był dwukrotnie komendantem Światowego Zlotu Harcerstwa Polskiego w 1995 w Zegrzu oraz w 2000 w Gnieźnie. Jako członek GK ZHP w latach 2013–2017 odpowiadał za kształcenie i system pracy z kadrą, pracę Wydziału Pracy z Kadrą, Centralnej Szkoły Instruktorskiej, komisji stopni instruktorskich i zespołu starszyzny oraz wdrażanie programu „35+”. W okresie 2016–2017 zastępca Naczelnika ZHP.
Inicjator i współautor Programu Harcerstwa Starszego (1993), autor opracowania pierwszej wersji starszoharcerskich znaków służb (1994). Współautor opracowania Odznak Kadry Kształcącej (1996). Inicjator i współautor takich narzędzi pracy z kadrą w ZHP jak: Program 35+, Mapa Kompetencji, Program LIDER PLUS. Współautor opracowania Ewaluacji Systemu Pracy z Kadrą 2015 (wraz z hm. Sławomirem Postkiem, hm. Grzegorzem Całkiem, hm. Joanną Skupińską, Moniką Berkowską). Autor licznych artykułów w miesięczniku instruktorskim "Czuwaj".
Obecnie od 2015 roku drużynowy 424 Drużyny Starszoharcerskiej "Grupa Kampinos" oraz komendant Szczepu 424 Drużyn Harcerskich i Zuchowych "Kampinos" w Izabelinie (Hufiec ZHP Nowy Dwór Mazowiecki, Chorągiew Stołeczna ZHP).
Odznaczony: Srebrnym i Złotym Krzyżem Zasługi, Srebrnym i Złotym Krzyżem Za Zasługi dla ZHP, Medal Komisji Edukacji Narodowej i Medalem "Za zasługi w Wychowaniu Wodnym ZHP" Generała Mariusza Zaruskiego.